# Chiesa della Madonna del Buon Consiglio (Bedollo)
La chiesa della Madonna del Buon Consiglio è la chiesa parrocchiale di Brusago, frazione del comune trentino di Bedollo. Fa parte della zona pastorale della Valsugana e di Primiero dell'arcidiocesi di Trento.

## Storia

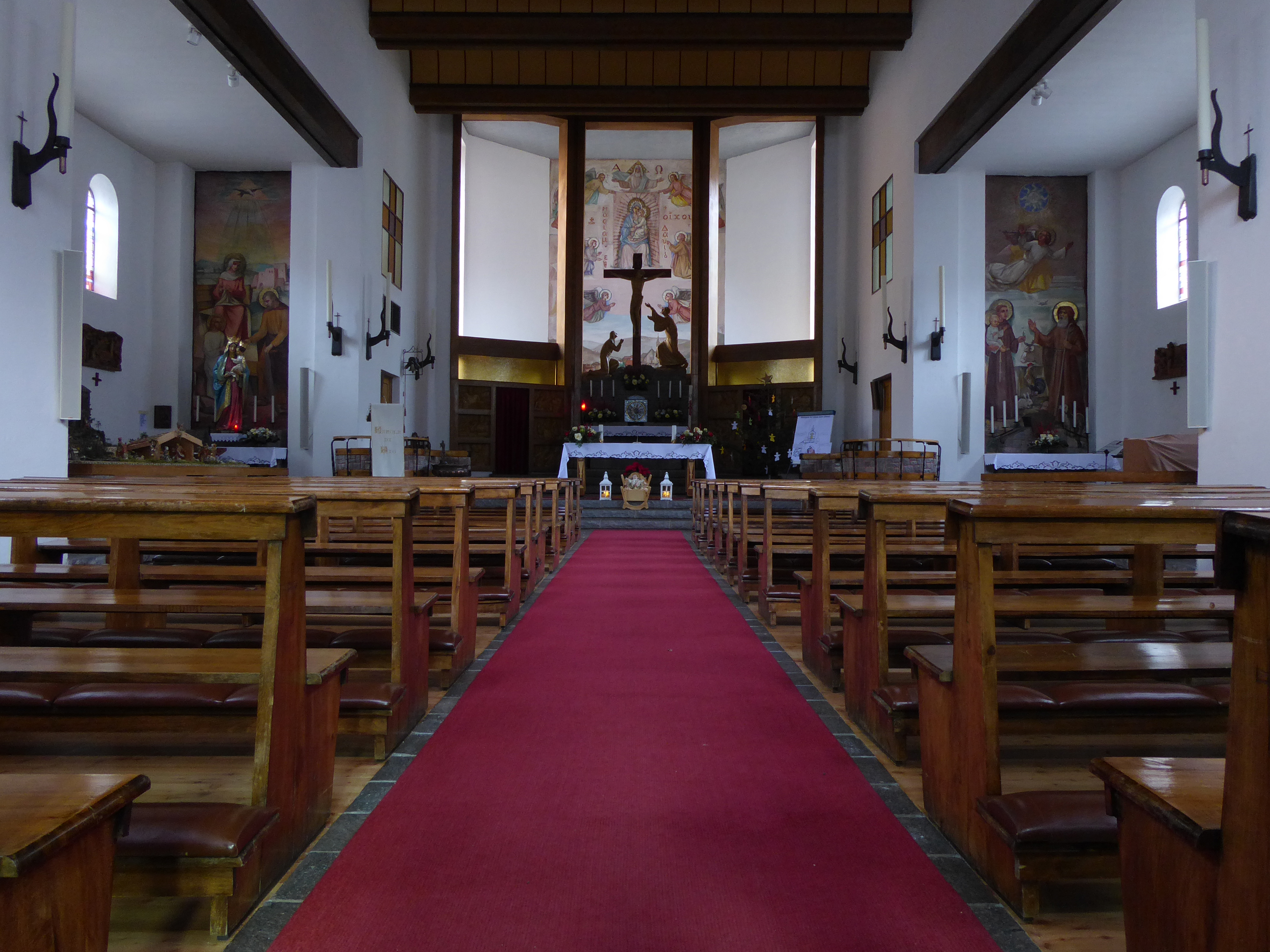
Interno

Dai pochi documenti disponibili si evince che un primo luogo di culto a Brusago, già dedicato alla Madonna del Buon Consiglio, venne costruito nel 1766, con il sostegno della famiglia Tonolli di Bedollo. Nel 1854 sono documentati lavori di rinnovo della facciata, di restauro del campanile e di riparazione del pavimento, e nel 1863 vennero acquistate le prime due campane, grazie anche ad una donazione di 300 fiorini elargita alla frazione dagli imperatori Ferdinando e Maria Anna, benedette l'anno seguente e battezzate "Maria" e "Irene"; nel 1878 è documentata una consacrazione della chiesa.
Nel 1906-07 la chiesa, non più sufficiente per accogliere tutta la popolazione, venne ampliata su progetto di Giovanni Moser da Faida, allungando la navata, inserendo due cappelle laterali e ingrandendo la sagrestia. L'edificio, come il resto del paese, subì gravi danni a causa di un bombardamento il 3 gennaio 1945 e negli anni cinquanta, resisi evidenti vari problemi strutturali, la comunità decise di riedificare la chiesa: il vecchio edificio venne così abbattuto nel 1953 e al suo posto sorse, tra il 1954 e il 1956, quello odierno, progettato da Ezio Miorelli di Trento e affrescato nel 1958 da Marco Bertoldi. Nel 1968 venne realizzato l'adeguamento liturgico, inserendo un tavolo in legno come altare verso il popolo e spostando il fonte battesimale metallico presso l'arco santo.

## Descrizione

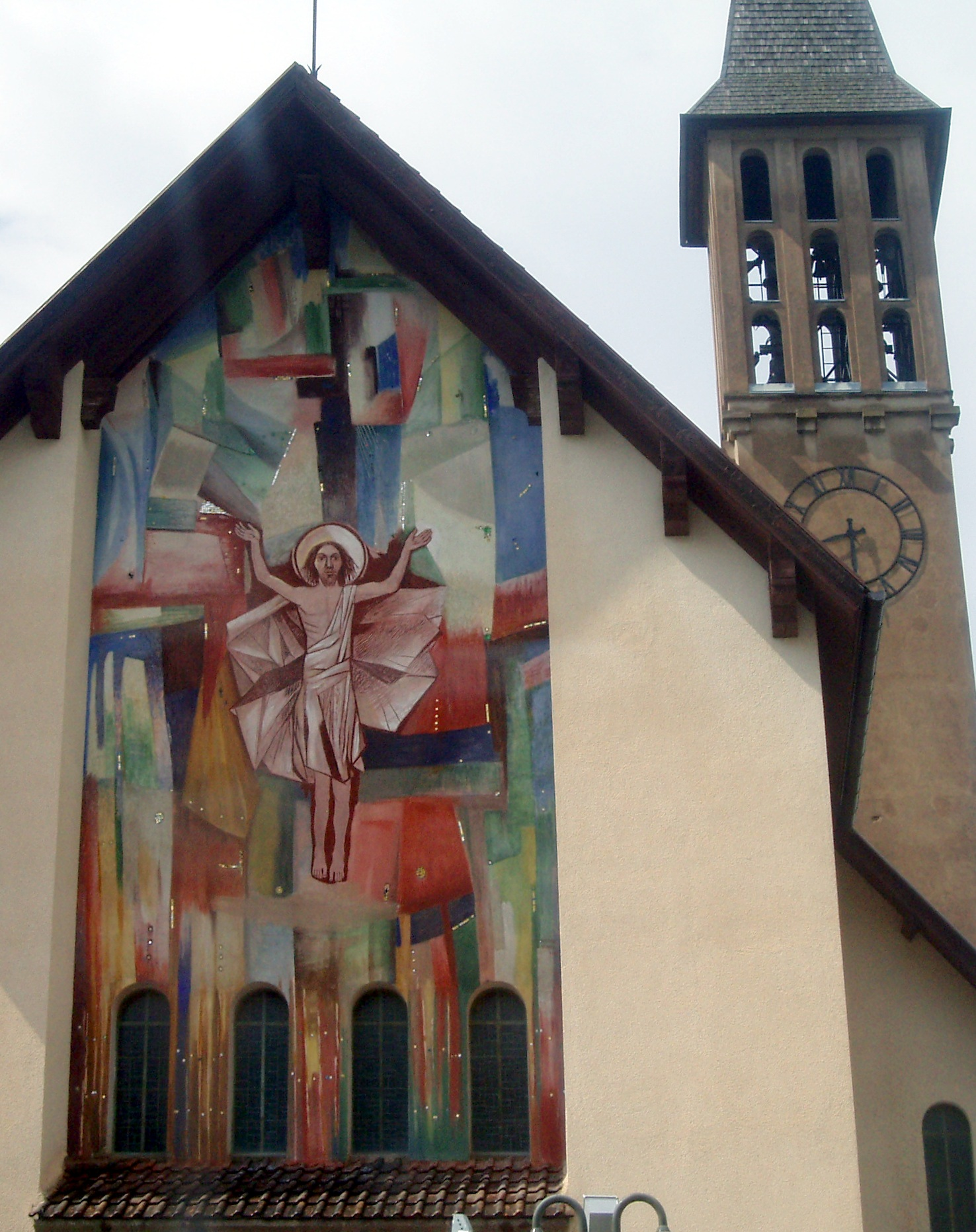
Dettaglio dell'affresco in facciata

### Esterno
La chiesa è dotata di facciata a capanna, con spioventi ripidi, aperta da un portale architravato in porfido riparato da un tettuccio; la facciata è dominata da un grande dipinto a tempera incassato raffigurante Cristo risorto, opera di Marco Bertoldi. Tutto il perimetro è percorso da uno zoccolo in porfido a vista; ai lati della facciata, in posizione arretrata, sporgono i due corpi delle navate laterali. Sono presenti quattro finestre in facciata (alla base del dipinto), tre finestre su ogni lato della navata centrale, e sette finestre per ogni navata laterale (sei sul fianco e una sul fronte).
Il campanile sorge sul fianco sinistro della chiesa, dietro alla navata laterale; alto e coperto da una cuspide piramidale in scandole di legno, è dotato di orologio appena al di sotto della cella campanaria; questa è forata su ogni lato da nove aperture centinate, disposte in tre file sovrapposte.

### Interno

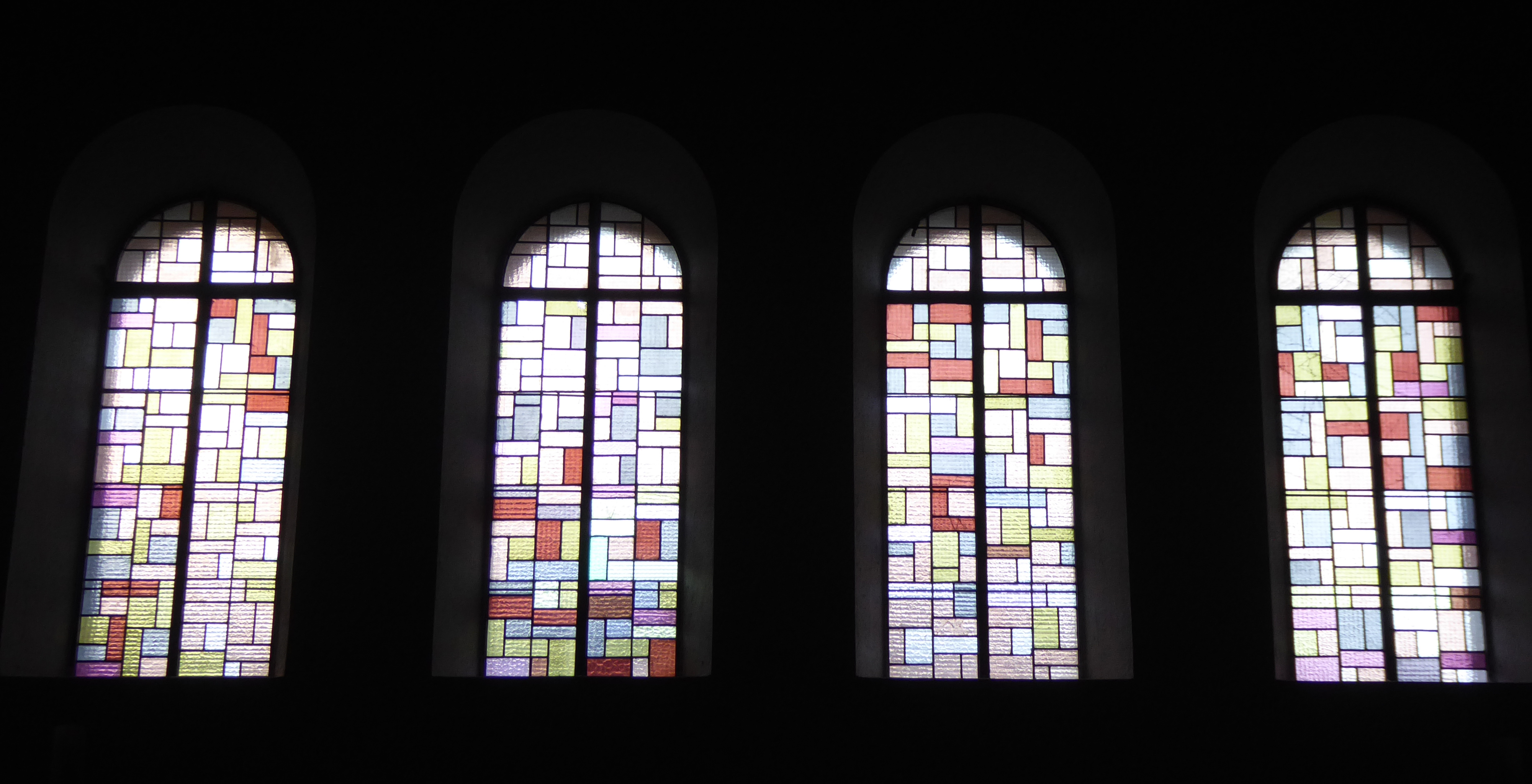
Vetrate

L'interno della chiesa è a pianta rettangolare, con asse maggiore longitudinale, pavimentato in porfido; è presente una navata centrale, larga e coperta da un soffitto in legno a carena di nave, affiancata da due navate laterali più strette e corte con soffitto piano; il presbiterio rettangolare è sopraelevato di tre gradini, chiuso da un'abside poligonale e coperto anch'esso da un soffitto piano. 
Le pareti di fondo dell'abside e delle navate laterali sono decorate da dipinti a tempera, sempre opera del Bertoldi.